# Jan Långben dansar
Jan Långben dansar (engelska: How to Dance) är en amerikansk animerad kortfilm med Långben från 1953.

## Handling
Långben försöker lära sig dansa, bland annat med hjälp av en bok om dans. Lite senare får han lära sig om de mer avancerade teknikerna om sällskapsdans.

## Om filmen
Filmen hade svensk premiär den 3 december 1954 på Sture-Teatern i Stockholm och ingick i kortfilmsprogrammet Kalle Ankas glada varieté tillsammans med sju kortfilmer till: Kalle Ankas björnäventyr, Plutos födelsedagsskiva, Kalle Anka och samvetet, Fyrbenta eskimåer (ej Disney), Kalle Ankas nye granne, Kalle Anka och Jumbo och Jultomtens verkstad.
Filmen har utöver sin premiärtitel haft andra titlar; Jan Långben tar danslektioner och Jan Långben lär sig dansa.
Filmen har givits ut på VHS och DVD och finns dubbad till svenska.

## Rollista
- Pinto Colvig – Långben
- June Foray – Långbens fru
- Alan Reed – berättare
- Firehouse Five Plus Two[10]